# Jola Jobst
Jola Jobst (25 de noviembre de 1915 - octubre de 1952) fue una actriz cinematográfica alemana.

## Biografía
Jobst debutó en el cine en 1934 bajo la dirección de Karel Lamač con un papel de reparto en Klein Dorrit. Hizo otras siete películas, la más conocida de ellas Der Mustergatte, en la cual interpretó a una secretaria. Después de actuar en la coproducción germano italiana Unsere kleine Frau, en la cual trabajó junto a Käthe von Nagy y Grethe Weiser, abandonó el cine. 
En el año 1944 se casó con el piloto Hermann Graf, del cual se divorció en 1949. Al siguiente año se casó con el actor Wolfgang Kieling. Ella se suicidó en octubre de 1952, aunque algunas fuentes sostienen que la muerte ocurrió en 1953.

## Filmografía
- 1934 : Klein Dorrit
- 1935 : Der Kampf mit dem Drachen
- 1935 : Der Gefangene des Königs
- 1936 : Der ahnungslose Engel
- 1936 : Die große und die kleine Welt
- 1937 : Der Mustergatte
- 1937 : Die Fledermaus
- 1938 : Unsere kleine Frau